# Wsewolod Anatoljewitsch Tschaplin

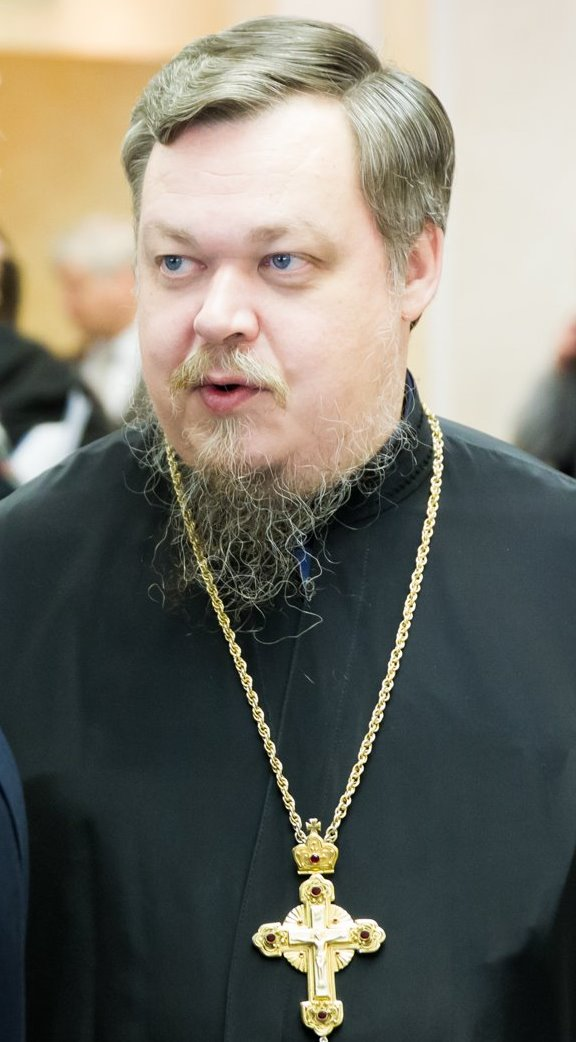
Wsewolod Tschaplin (2014)

Wsewolod Anatoljewitsch Tschaplin (russisch Все́волод Анато́льевич Ча́плин; * 31. März 1968 in Moskau; † 26. Januar 2020 ebenda) war ein russischer Geistlicher. Er war zuletzt Erzpriester der Russisch-Orthodoxen Kirche.
Seit seiner Ernennung im März 2009 zum Vorsitzenden der Abteilung der heiligen Synode des Moskauer Patriarchats für Beziehungen zwischen Kirche und Gesellschaft wurde er auch von der deutschen Öffentlichkeit gelegentlich wahrgenommen.

## Leben
Tschaplin wuchs in einer religiösen Familie auf. Sein Vater war Professor.
Ab 1991 war Tschaplin Diakon, 1992 wurde er zum Priester geweiht, seit 1999 war er Erzpriester. Seit dem 31. März 2009 war er Vorsitzender der Abteilung der heiligen Synode des Moskauer Patriarchats für Beziehungen zwischen Kirche und Gesellschaft.
Er war nicht verheiratet und blieb ohne Kinder.

## Positionen

### Öffentliche Kleiderordnung
Im Dezember 2010 sagte Tschaplin, dass Frauen sich in der Öffentlichkeit züchtiger kleiden sollten, um Vergewaltigungen zu vermeiden. „Wenn ein Mädchen einen Minirock trägt, kann sie damit nicht nur einen Kaukasier, sondern auch einen Russen provozieren. Wenn sie dabei auch noch betrunken ist, provoziert sie erst recht. Lädt sie überdies selbst aktiv Leute ein, mit ihr Kontakt aufzunehmen, und wundert sie sich dann darüber, dass dieser Kontakt mit einer Vergewaltigung endet, ist sie doppelt im Unrecht.“
Im Januar 2011 äußerte Tschaplin sich wieder zum Kleidungsstil. Es gebe ein Problem mit „Leuten, die die Straße für einen Striptease halten“. Er sprach sich für eine nationale Kleiderordnung in Russland aus. Er bezog sich dabei ebenso auf russische Frauen, die sich mit figurbetonter Kleidung und großzügigem Make-up gerne wie Stripperinnen gebärdeten, wie auf in kurzen Hosen, T-Shirt und mit Schlappen gekleidete Männer, die keinen Respekt verdienten. Seiner Auffassung, dass es keine Privatangelegenheit sei, wie sich die Menschen in Russland in der Öffentlichkeit, in Schulen und am Arbeitsplatz verhielten, wurde von Ljudmila Alexejewa widersprochen. Sie ist Gründerin der Moskauer Helsinki-Gruppe. Unterstützt wurde Tschaplin dagegen von Ramsan Kadyrow, dem Präsidenten der russischen Teilrepublik Tschetschenien.

### Krieg und Terrorismus
Laut Tschaplin ist Krieg nützlich für die Gesellschaft. Er sagte: „Wenn der Mensch zu sehr auf Geld setzt, auf Gesundheit, Komfort, auf eine rationale Herangehensweise an gesellschaftliche Prozesse, dann ist das kein Leben, es ist der Tod. Insofern sind Kriege, Epidemien und Katastrophen heilsam für die Gesellschaft. Es ist besser, den Wohlstand einer großen Stadt zu verlassen und aufs Schlachtfeld zu ziehen.“ Den russischen Militäreinsatz in Syrien sieht Tschaplin als „heiligen Kampf“.
Zu den Terroranschlägen am 13. November 2015 in Paris sagte er, dass sie eine „Lektion für Europa, für Russland, für den Rest der Welt“ seien und dass Terror nicht mit „Gerede über Toleranz“ zu besiegen sei.

### Anonymität im Internet
Nach Auffassung Tschaplins hat die Anonymität im Internet großen Anteil an der Zerstörung der Kultur und der Regeln der menschlichen Gemeinschaft. Wer sich hinter der anonymen Maske eines Nicknamen versteckt, nehme sich eher die Freiheit zu grobschlächtiger Sprache, zu Beleidigungen von Nationen und Religionen, zu Lüge, Verleumdung und anderem niedrigem Verhalten.

### Demonstrationen
Bezugnehmend auf die Proteste in Moskau in den Jahren 2011 und 2012 sagte er im Mai 2012 in einem Interview, dass die Bürger Russlands sich den Aktivitäten einer Opposition, die nichts zu bieten hat, nicht anschließen werden. Viele unter denen, die zu den Demonstrationen gehen, hielten sich für besser als die Mehrzahl der Bevölkerung. Das Problem der Intelligenzija sei es, dass sie die einfachen Menschen nicht dazu bringen könne, ihre Prinzipien zu akzeptieren. Die Leute hätten eine hervorragende politische Intuition, viel akkurater als die der Moskauer Schickeria.

### Pussy Riot
Im Zusammenhang mit dem Verfahren gegen Mitglieder von Pussy Riot wegen deren Punkgebet am 21. Februar 2012 in der Christ-Erlöser-Kathedrale in Moskau sagte Tschaplin: „Gott vergibt keine Sünden, die nicht bereut werden … es ist eine anti-christliche Idee, anzunehmen, dass Gott alles vergibt.“ Die Kirche könne die Entscheidung des Gerichts nicht beeinflussen. Ein Vergeben von Seiten der Kirche setze jedoch Reue voraus. Den Auftritt von Pussy Riot nannte er „schlimmer als Mord“.

### Frauenrolle und Feminismus
Frauen sollen sich nach Tschaplin auf eine traditionelle Rolle innerhalb der Familie zurückbesinnen. Im Feminismus sieht er eine gefährliche und unnatürliche Entwicklung. „Eine Frau wird dann glücklich sein, wenn sie sich als Mutter neu entdeckt, als Erzieherin. Natürlich wird der ganze westliche Feminismus, diese unnatürliche Bewegung, dagegen Widerstand leisten. Aber es ist offensichtlich, dass der Feminismus von internationalen Strukturen konstruiert wurde, um die Menschheit auszurotten“, sagte Tschaplin.

### Homosexualität
Im September 2011 sprach sich Tschaplin gegen homosexuelle Beziehungen, „sodomitische Sünde“ sowie „homosexuelle Propaganda“ aus. Er brachte Homosexualität wiederholt mit Pädophilie und sexuellen Perversionen in Verbindung. Im Januar 2014 hat Tschaplin ein Verbot homosexueller Beziehungen vorgeschlagen. Der Tageszeitung Iswestija sagte er, dass er davon überzeugt sei, „dass solche sexuellen Kontakte vollständig aus dem Leben unserer Gesellschaft verbannt werden sollten“.

## Absetzung
Am 24. Dezember 2015 wurde Tschaplin als Leiter der Synodalabteilung des Patriarchats für die Beziehungen zwischen Kirche und Gesellschaft abgesetzt. Gegenüber der Presse erklärte er seine Entlassung damit, dass die russisch-orthodoxe Kirche „unabhängige Stimmen“ verstummen lassen wolle. Er und Patriarch Kyrill I. seien sich uneins über die enge Beziehung zwischen der Kirche und dem Kreml sowie über den Krieg in der Ostukraine. Tschaplin habe eine noch größere Unterstützung der pro-russischen Separatisten in der Ukraine durch die russische Regierung und Kirche befürwortet. In dem Monat vor seiner Entlassung stand Tschaplin in der Kritik, weil er während der orthodoxen Fastenzeit beim Essen eines McDonald’s-Burgers fotografiert wurde.

## Erzählungen
Im Februar 2015 veröffentlichte Tschaplin unter dem Pseudonym „Aron Schemajer“ die Novelle „Mascho und die Bären“. Die apokalyptische Science-Fiction-Erzählung spielt im Jahr 2043 und beschreibt die Zerstörung Moskaus durch Ukrainer, Schwule und Islamisten. Tschaplin stellt in dem Buch eine totalitäre Diktatur dar: veganes Frühstück, Auflösung der Kirche und Umbau von Kirchen zu „Sexodromen“, Betverbote, geschlechtslose „Bioobjekte“ anstelle von Frauen und Männern, absolute Gleichheit unter den Menschen durchgesetzt durch eine Gedankenpolizei, Säuglinge und Affen in Unternehmensvorständen aus Gleichberechtigungsgründen, afrikanische Söldner als Kremlwachen. Die Erzählung endet damit, dass diese Diktatur die letzten wahren Russen, die „Bären“, im Osten Russlands durch einen nuklearen Angriff vernichtet und sich dabei selbst auslöscht.
In einem Interview mit der Nesawissimaja gaseta sagte Tschaplin, dass er schon vorher gelegentlich Erzählungen veröffentlicht habe, um zu zeigen, „was geschehen kann, wenn wir dem Weg der ultraliberalen Werte folgen“.